# Middle of the Road

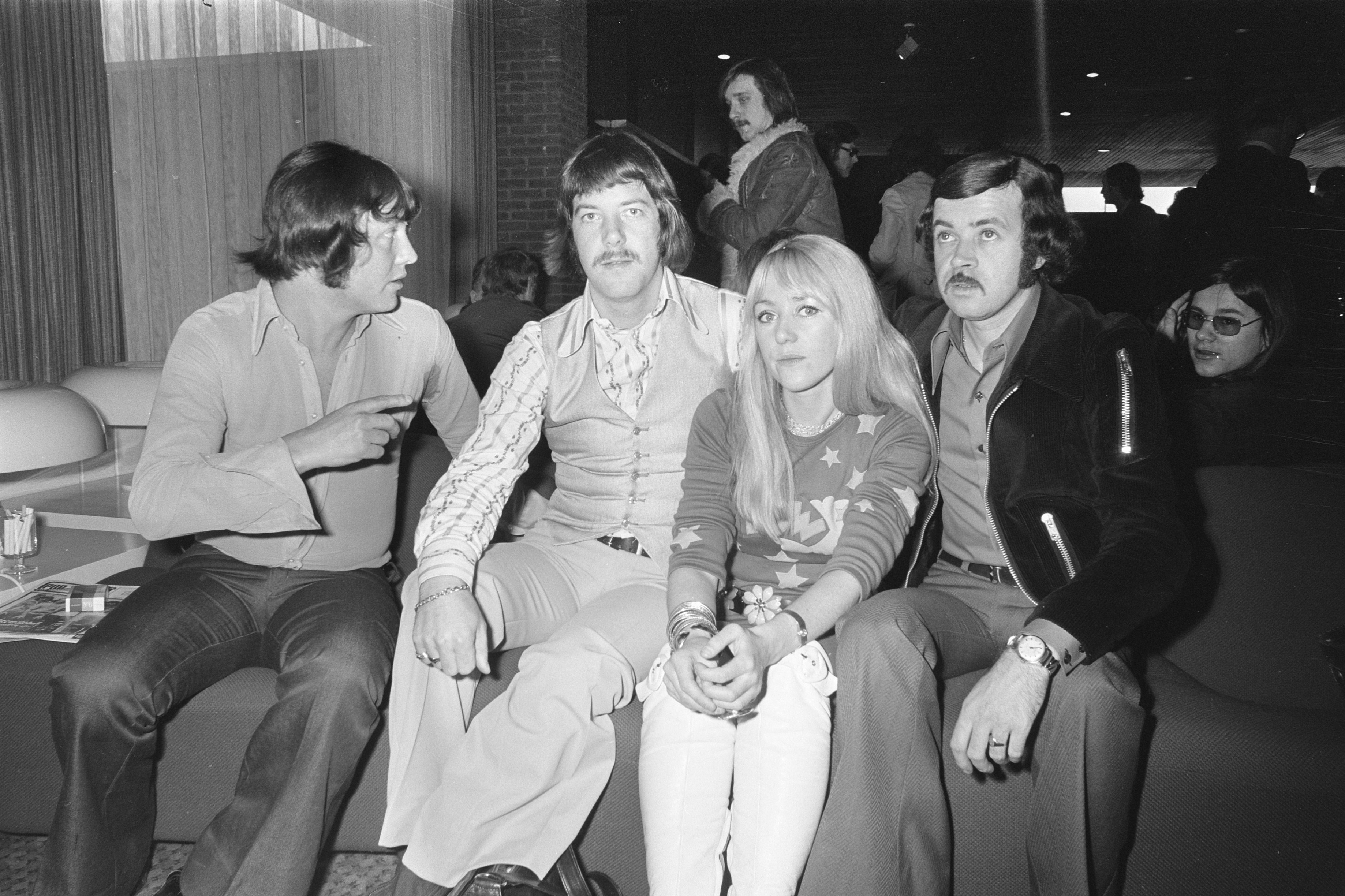
Middle of the Road, 1972.

Middle of the Road fue un grupo de música pop originario de Glasgow, Escocia que contó con mucha popularidad en toda Europa y América Latina en la década de 1970. 
Sus mayores éxitos fueron el cover de Lally Stott: «Chirpy Chirpy Cheep Cheep» (que vendió cerca de 10 millones de copias en todo el mundo), «Sacramento», «Tweedle Dee Tweedle Dum» y «Soley Soley». Para principios de  1972, el grupo había vendido más de 5 millones de discos.

## Historia
La cantante Sally Carr, el baterista Ken Andrew, el guitarrista Ian McCredie y su hermano, el bajista Eric McCredie, fundaron la banda el 1 de abril de 1970 en Glasgow, Escocia. Ya tocaban juntos bajo el nombre de "Part Four" desde 1967 y posteriormente lo harían en Latinoamérica como "Los Caracas", nombre con el que ganaron el show televisivo de Reino Unido Opportunity Knocks.
Se trasladaron a Italia en 1970 por no tener éxito en Reino Unido, y allí conocieron al productor de música Giacomo Tosti, que les dio su sonido distintivo y su entrada a la música internacional.
La banda tuvo su primer y mayor éxito en Reino Unido con el sencillo Chirpy Chirpy Cheep Cheep, que alcanzó el puesto #1 en UK Singles Chart en junio de 1971 y se mantuvo durante un mes entero. Tras esto, Middle of the Road tuvo cinco sencillos de éxito en Reino Unido entre 1971 y 1972. La banda también tuvo fuerte éxito en Alemania, donde entró en los Top 40 en 1971. Como ejemplo de esto, Frank Valdor adaptó Sacramento en uno de sus discos.
En 1974 el miembro Neil Henderson de los Bay City Rollers se unió a la banda con la guitarra. Él compuso y coescribió varias canciones para Middle of the Road, incluyendo los sencillos Rockin' Soul y Everybody Loves a Winner y los discos de 1974 "You Pays Yer Money And You Takes Yer Chance" y "Postcard", todos lanzados en Alemania a través de Ariola Records, pero su éxito comercial no pudo compararse con sus primeras canciones.

## Discografía
| Año  | Título                                     | Posición en listas | Posición en listas | Posición en listas | Posición en listas | Posición en listas | Posición en listas | Álbum                                       |
| Año  | Título                                     | UK                 | GER                | AUT                | SWI                | NOR                | NLD                | Álbum                                       |
| ---- | ------------------------------------------ | ------------------ | ------------------ | ------------------ | ------------------ | ------------------ | ------------------ | ------------------------------------------- |
| 1971 | "Chirpy Chirpy Cheep Cheep"                | 1                  | 2                  | 2                  | 1                  | 1                  | 2                  | Chirpy Chirpy Cheep Cheep                   |
| 1971 | "Tweedle Dee, Tweedle Dum"                 | 2                  | 15                 | −                  | −                  | 6                  | 5                  | Chirpy Chirpy Cheep Cheep                   |
| 1971 | "Soley Soley"                              | 5                  | 2                  | −                  | 1                  | 1                  | 1                  | Acceleration                                |
| 1972 | "Sacramento (A Wonderful Town)"            | 23                 | 1                  | −                  | 1                  | 1                  | 1                  | Acceleration                                |
| 1972 | "Samson and Delilah"/"Talk of all the USA" | 26                 | 2                  | −                  | 3                  | 11                 | 1                  | Acceleration                                |
| 1972 | "Bottoms Up"                               | −                  | 2                  | −                  | −                  | 8                  | 5                  | Drive On                                    |
| 1973 | "Yellow Boomerang"                         | −                  | 6                  | 14                 | 2                  | 8                  | 2                  | Drive On                                    |
| 1973 | "Kailakee Kailako"                         | −                  | 29                 | −                  | 5                  | −                  | 21                 | Drive On                                    |
| 1973 | "Samba D'Amour"                            | −                  | 35                 | −                  | −                  | −                  | −                  | Music Music                                 |
| 1973 | "Honey No"                                 | −                  | 31                 | −                  | 5                  | −                  | −                  | Drive On                                    |
| 1974 | "Rockin' Soul"                             | −                  | 31                 | −                  | −                  | −                  | −                  | You Pays Yer Money And You Takes Yer Chance |
| 1976 | "Everybody Loves A Winner"                 | −                  | 43                 | −                  | −                  | −                  | −                  | You Pays Yer Money And You Takes Yer Chance |

| Año  | Álbum                          | Posiciones en listas | Posiciones en listas |
| Año  | Álbum                          | GER                  | NOR                  |
| ---- | ------------------------------ | -------------------- | -------------------- |
| 1971 | Chirpy Chirpy Cheep Cheep      | −                    | 3                    |
| 1971 | Acceleration                   | 13                   | 2                    |
| 1972 | The Best of Middle of the Road | -                    | −                    |
| 1973 | Drive On                       | 48                   | −                    |
| 1973 | Music Music                    | 45                   | −                    |
| 1974 | Postcard                       | −                    | −                    |

Todos las ediciones de los álbumes fueron bajo RCA excepto Music Music, You Pays Yer Money and You Takes Yer Chance y Postcard, los cuales fueron lanzados bajo Ariola.